# William Deverell

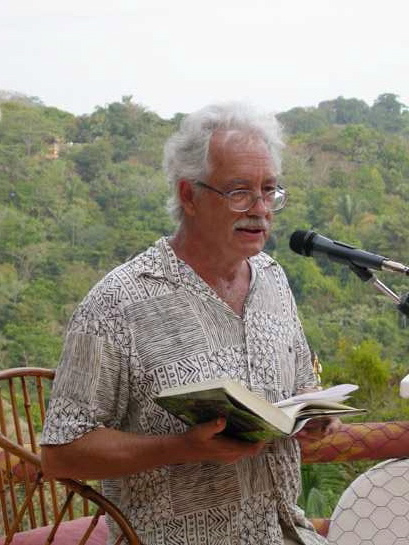
William Deverell 2005 in Costa Rica bei einer Kampagne für Bibliotheken

William Herbert Deverell (* 4. März 1937) ist ein kanadischer Schriftsteller, politischer Aktivist und Anwalt für Strafrecht.

## Leben
In seinen frühen Jahren arbeitete William Deverell für sieben Jahre als Journalist für die kanadische Presse in Montreal und bei der Vancouver Sun. Während er die juristische Fakultät an der University of Saskatchewan besuchte, arbeitete er als Abendredakteur beim Saskatoon Star-Phoenix. In seiner Eigenschaft als Anwalt war er der Berater in mehr als tausend Kriminalfällen, darunter dreißig Mordfällen, bei denen er sowohl als Verteidiger als auch als Anwalt der Anklage fungierte.
Deverell gehört heute zu den bekanntesten Kriminalromanschriftstellern in seiner Heimat Kanada. So erhielt er 1998 und 2006 den Arthur Ellis Award für den besten kanadischen Kriminalroman und den Dashiell Hammett Prize für die literarische Meisterleistung eines Autors aus Nordamerika bei seinem Roman Trail of Passion.
William Deverells erster Roman, Needles, bei dem er aus seinen Erfahrungen als Anwalt für Strafrecht schöpfte, gewann den mit 50.000 Dollar dotierten McClelland & Stewart Seal Award. Seit seinem Erstlingswerk verfasste er weitere 15 Romane.
Darüber hinaus ist er der Autor eines sogenannten true crime book, „A Life on Trial - the Case of Robert Frisbee“, das auf dem Fall eines notorischen Mörders beruhte, den er einst verteidigt hatte. Des Weiteren publizierte er divers Artikel in Magazinen und Kurzgeschichten.
Deverells Werk umfasst schließlich mehrere Drehbücher für Fernsehfilme, wie zum Beispiel für Mindfield (1990), Shellgame, die Pilotfolge der CBC-TV-Serie Street Legal, und Radiosendungen für CBC Radio im Rahmen seiner Reihe „Scales of Justice“.
Er ist Gründer und Ehrendirektor der British Columbia Civil Liberties Association. 1991/92 absolvierte er als Honorarprofessor in der Abteilung für Kreatives Schreiben an der University of Victoria. 1994 hatte er den Vorsitz der kanadischen Schriftstellervereinigung und 1999 war er Mitglied der  Writers Guild of Canada, International Pen, Crime Writers of Canada.
William Deverell war Ehrengast Kanadas Hauptehrenzirkel Bloody Words und er hielt den Best Canadian Crime Writer award im Rahmen des Crime Festivals in Ontario.
Seine Werke sind bisher in acht Sprachen übersetzte worden, jedoch nicht ins Deutsche.
Er lebt mit seiner Frau Tekla seit 1977 auf Pender Island, British Columbia, und in Quepos, Costa Rica. Das Ehepaar hat einen Sohn und eine Tochter. Daniel Deverell ist Graphiker und Dozent in New York, Tamara Deverell arbeitet als Art Director unter anderem mit David Cronenberg und lebt in Toronto.

## Werk
- Needles. Little, Brown, Boston 1979
- High Crimes. St Martin’s Press, New York 1981
- The dance of Shiva. McClelland & Stewart, Toronto 1984
- Platinum Blues. British American Pub., Latham, NY 1988
- Mindfield : a novel. British American Pub., Latham, NY 1989
- Fatal cruise : the trial of Robert Frisbee. McClelland & Stewart, Toronto 1992
- Kill all the lawyers : a novel. Random House of Canada, Toronto 1994
- Street legal : the betrayal. McClelland & Stewart, Toronto 1995
- Trial of passion. McClelland & Stewart, Toronto 1997
- Slander. McClelland & Stewart, Toronto 1999
- The laughing falcon. McClelland & Stewart, Toronto 2001
- Mind Games. McClelland & Stewart, Toronto 2003
- April fool. McClelland & Stewart, Toronto 2005
- Kill all the judges. McClelland & Stewart, Toronto 2008
- Snow job. McClelland & Stewart, Toronto 2009
- I’ll see You in My Dreams. McClelland & Stewart, Toronto 2012